# Bataillon Atlácatl
Le Batallón Atlácatl, est un ancien bataillons d'infanterie d'intervention rapide (BIRI) de l'armée salvadorienne, créé en 1980 dans l'École des Amériques de l'armée américaine, qui était localisée au Panama. Il a été, avec le reste des BIRI, l'une des principales unités engagées dans la guerre civile du Salvador. 

## Histoire
Les premiers soldats formés pour ce bataillon sont arrivés au Salvador en 1981. Le bataillon a été entraîné à Fort Bragg, Caroline du Nord, par les Forces Spéciales des États-Unis et le 2e bataillon, 505e Régiment d'infanterie de la 82e Division Aéroportée. Cette unité ayant été formée par les États-Unis, elle entretenait des relations proches avec les conseillers américains et les forces spéciales qui opéraient au Salvador dans les années 1980. Il est entré en service à partir du 1er mars 1981, en application d'un Ordre Général et dépendait de l'état-major des Forces armées. Il occupait la caserne “Alberto Masferrer”, à 26 km à l'Ouest de San Salvador, avec un total de 1261 Soldats sous les ordres du lieutenant-colonel Domingo Monterrosa Barrios. Il fut nommé Atlácatl en mémoire du leader indigène. 
La Commission de la Vérité pour le Salvador (UNTC) conclut dans son rapport que le bataillon avait été responsable du massacre d'El Mozote (au moins 988 villageois, dont 558 enfants, y ont été exécutés en décembre 1981,), du massacre du Calabozo et de l'exécution de six jésuites et deux employées domestiques. Le batallón fut aussi impliqué dans l'assassinat d'environ 50 civils près de la Rivière Guaslinga. Human Rights Watch relie le bataillon à d'autres massacres que ne figurent pas dans le rapport de Nations unies : des douzaines d'assassinats en Tenancingo et Copapayo en 1983, 68 à Los Llanitos et trois assassinats différents en 1989. Dans le rapport de 1990, Human Rights Watch conclut que ces nombres ne doivent pas surprendre : "les officiels nord-américains n'ont jamais eu le moindre intérêt par la préservation des droits humains au regard des priorités de la guerre, si bien que les infractions étaient fréquents dès qu'ils entraient en conflit". Selon le Mandat Général N.° 13, 1992, le bataillon fut dissout, comme les autres BIRI et démobilisé en application des accords de Paix de Chapultepec, qui mirent fin aux douze ans de guerre civile au Salvador.
Les noms de deux des comandantes du bataillon, le lieutenant-colonel Monterrosa et le major Armando Azmitia Melara, sont aujourd'hui honorés par l'Armée du Salvador, au titre de Héros de Joateca. Ils disposent chacun d'une salle à leur nom dans le Musée Militaire du pays. Le titre d'Héros de Joateca se rapporte au village de Morazán où tous deux sont morts dans la chute de l'hélicoptère dans lequel ils participaient à une opération contre les insurgés. De nos jours, l’armée salvadorienne continue de faire pression afin d'entraver les enquêtes concernant les crimes du bataillon Atlácatl.